# 少鬚黃魴鮄
少鬚黃魴鮄，為輻鰭魚綱鮋形目牛尾魚亞目黃魴鮄科的其中一種，分布於中東太平洋的墨西哥海域，棲息深度可達60公尺，體長可達7公分，為底棲性魚類，屬肉食性。

## 擴展閱讀
維基物種上的相關：少鬚黃魴鮄